# Sedición de Lagunas de Varona
Protesta encabezada por el Mayor General Vicente García González en el año 1875 en "Lagunas de Varona", Las Tunas, Oriente cubano; la cual tenía entre otros motivos el hecho de tener que abandonar por parte de Vicente García y sus hombres la región de Las Tunas (su ciudad natal) para marchar hacia Las Villas y apoyar la invasión de Máximo Gómez a Occidente.
También estaba presente el hecho de no estar de acuerdo con el gobierno de la República en Armas cuyo presidente en aquellos momentos era Salvador Cisneros Betancourt proponiendo, entre otra serie de demandas su deposición. Esto afectó sensiblemente la unidad ya dañada entre los cubanos y evidenció aún más el regionalismo que existía entre los patriotas de la Isla.
Otros importantes miembros en la sedición fueron los generales José Miguel Barreto y Miguel Bravo Sentíes así como los miembros sobrevivientes de la familia Céspedes, quienes pretendían vengar la injusta destitución del presidente Carlos Manuel de Céspedes (1869-1873).
Luego de dos meses de entrevistas y reuniones se llegó al acuerdo de designar como presidente del gobierno de la República en Armas a Juan Bautista Spotorno y se le entregó a Vicente García el mando de Oriente y Camagüey.